# 馬格尼斯嶺
80°5′S 156°12′E / 80.083°S 156.200°E
馬格尼斯嶺（英語：Magnis Ridge）是南極洲的山嶺，位於奧次地，處於德里克峰以西3公里，屬於不列顛嶺的一部分，由懷卡託大學地質學會命名，現時由南極條約體系管理。